# 조지 앤슨
조지 앤슨, 제1대 베어 남작(George Anson, 1st Baron Anson, PC, FRS 1697년 4월 23일 - 1762년 6월 6일)은 영국의 해군 군인 · 정치가이다. 최종 계급은 해군 원수이다. 앤슨은 스페인 계승 전쟁서는 하급 장교로 복무했으며, 사국 동맹 전쟁 때에는 스페인과 해전을 벌인 파사로 곶 해전을 경험했다. 그후 그는 젱킨스의 귀 전쟁이 발발한 동안, 세계일주를 경험하게 된다. 오스트리아 계승 전쟁 때 앤슨은 제1차 피니스테레 곶 해전에서 프랑스 함대를 물리친 사령관이 되었다.

## 생애
앤슨은 1697년 4월 23일 스태퍼드셔주 슈버러우 홀의 부유한 귀족 가문에서 윌리엄 앤슨과 이사벨라 캐리어의 아들로 태어났다. 외삼촌은 맥클레스필드의 백작인 챈슬러 경이었으며, 이후 미래에 제독이 되는데 매우 유용한 도움이 된다.
1712년에 해군에 들어가 1724년에 캡틴이 된다. 1740년에서 1744년 세계 일주를 달성한 국민적 영웅이 되었다. 오스트리아 왕위 계승 전쟁 · 젱킨스의 귀 전쟁 시에는 페니스테레 곶 해전에서 프랑스 왕국에 승리하였다. 1747년에 영국 귀족의 작위 ‘베어 남작’을 부여받고 상원 의원이 된다.
7년 전쟁이 발발하여 제1대 뉴캐슬 공작 토머스 펠럼홀스와 제1대 채텀 백작 윌리엄 피트의 연립 내각이 출범하면서 해군 장관에 다시 취임하게 된다. 해군 증강 계획을 하고 사누키 해전의 지휘를 하고 대 프랑스 식민지에서의 승리에 크게 기여했다.
1748년에 〈세계 일주 항해〉(Voyage Round the World in the Years MDCCXL, I, II, III, IV)를 집필하게 된다. 같은 해에 하드위크 백작 필립 요크의 딸 엘리자베스 요크와 결혼했지만 평생 자녀를 두지못하고, 그의 죽음으로 앤슨 남작의 작위는 단절되었다.
앤슨은 1762년 6월 6일 하트퍼드셔주의 무어 파크에서 사망했으며, 콜위치에 있는 세인트 마이클 앤 올 앤젤스 교회에 안장되었다. 앤슨의 이름을 딴 지명으로는 노스캐롤라이나 주에 앤슨 군이 있고, 메인 주에 앤슨이 있다. 영국 해군은 그의 이름을 딴 군함 8척이 건조되었다. 특히 킹조지 5세급 전함 중 하나인 앤슨이 유명하다. 2017년 현재 아스츄토 급 잠수함 중 하나인 앤슨(HMS ANSON)이 건조 중이다.

## 참고 문헌
- Baynes, T.S., 편집. (1878), 〈George Lord Anson〉, 《브리태니커 백과사전》 2 9판, 뉴욕: Charles Scribner's Sons, 93쪽
- Anderson, Fred (2001). 《Crucible of War: The Seven Years' War and the Fate of Empire in British North America, 1754-1766》. Faber and Faber. ISBN 978-0571205356.
- Anson, Walter Vernon (1912). 《The Life of Admiral Lord Anson, the father of the British Navy 1697-1762》. London, John Murray.
- Cokayne, G. E. (2000). 《The Complete Peerage of England, Scotland, Ireland, Great Britain and the United Kingdom, Extant, Extinct or Dormant, new ed., 13 volumes in 14, 1910–1959; reprint in 6 volumes》 I. Gloucester, U.K.: Alan Sutton Publishing. ISBN 978-1145312296.
- Corbett, Julian Stafford (1907). 《England in the Seven Years War: A study in combined operations, Volume II》. London.
- Heathcote, Tony (2002). 《The British Admirals of the Fleet 1734–1995》. Pen & Sword. ISBN 0-85052-835-6.
- Lambert, Andrew (2009). 《Admirals: The Naval Commanders Who Made Britain Great》. Faber and Faber. ISBN 978-0571231577.
- Rodger, N.A.M. (1979). 《The Admiralty. Offices of State》. Lavenham: T. Dalton Ltd. ISBN 0900963948.

추가
- 본 문서에는 현재 퍼블릭 도메인에 속한 브리태니커 백과사전 제11판의 내용을 기초로 작성된 내용이 포함되어 있습니다.